# Eremurus jungei
Eremurus jungei är en grästrädsväxtart som beskrevs av Sergei Vasilievich Juzepczuk. Eremurus jungei ingår i släktet Eremurus och familjen grästrädsväxter.
Artens utbredningsområde är Krym. Inga underarter finns listade i Catalogue of Life.